# Genlisea glandulosissima
Genlisea glandulosissima är en tätörtsväxtart som beskrevs av R. E. Fries. Genlisea glandulosissima ingår i släktet Genlisea och familjen tätörtsväxter. Inga underarter finns listade i Catalogue of Life.